# Catalina (personaje)
Catalina es un personaje de la serie Grand Theft Auto que aparece como antagonista principal en Grand Theft Auto III y como uno de los personajes principales en Grand Theft Auto: San Andreas.

## Antecedentes
Catalina es una criminal en Red County en GTA San Andreas y la líder del Cartel Colombiano en GTA III. También es prima del líder de la pandilla Varrios Los Aztecas, Cesar Vialpando. Fue criada por un padrastro abusivo. No se menciona su apellido, pero es posible que comparta el apellido de su primo. Catalina es la única antagonista femenina principal de la serie y, dado que no ha habido un personaje femenino principal en la serie hasta ahora, es la mujer más destacada de la serie.

## Grand Theft Auto: San Andreas
Catalina, una mujer de ascendencia mexicana y colombiana vive en una cabaña en ruinas en Fern Ridge, Red County. Fern Ridge es una zona boscosa aislada en la parte rural del estado de San Andreas. Al costado de la cabaña hay tres tumbas donde Catalina ha enterrado los restos de las personas a las que había asesinado, lo que demuestra que tenía una vieja mano criminal antes de conocer a Carl "CJ" Johnson personaje principal de GTA: San Andreas
Kendal, la hermana de CJ, sigue a Cesar Vialpando del líder de la pandilla latinoamericana Varrios Los Aztecas. Un oficial de policía corrupto, Frank Tenpenny está a punto de ser juzgado por su corrupción, por lo tanto, trata de deshacerse de la persona que puede declarar en su contra, incluido CJ. CJ se ve obligado a abandonar su hogar en la ciudad de Los Santos. César sugiere que ella podría conseguir un refugio y un medio de ganarse la vida conociendo a su prima, Catalina.
Carl conoce a Catalina por primera vez en una taberna donde lucha contra dos hombres con un cuchillo. Los dos comienzan a tener una relación sexual, aunque CJ no parece estar muy interesado en la relación, especialmente la afición de Catalina por BDSM. Catalina le dice a CJ que ha investigado las oportunidades de robos fáciles en el área y ha elegido cuatro negocios para robar. Los dos roban un camión cisterna de gasolina de un garaje en Dillmor y lo venden a RS Haul en Flint County. Después de vender la gasolina, CJ podrá realizar tareas para el "Sr. Whittaker" del propietario y, si tiene éxito en cada tarea, adquirirá el negocio y cobrará $2000 por día. Los dos van a robar una licorería en el pueblo de Bluberry, pero cuando llegan, una banda de villanos ya está robando en la tienda. Los villanos huyen en cuatriciclos y Catalina y CJ los persiguen y disparan para recuperar el dinero robado. Roban una tienda de apuestas en el pueblo de Montgomery, pero llega la policía y tienen que huir de regreso a la cabaña con una carga de coches de policía detrás de ellos. Los dos llevan a cabo un robo a un banco en el pueblo de Palomino Creek, uno de los miembros del personal presiona la alarma y la policía rodea el banco. Los dos deben huir del banco mientras la policía les dispara.
Después del último robo, los dos se separan después de que Catalina comienza una relación con Claude Speed, el dueño de un taller de reparación de automóviles en la ciudad de San Fierro. Catalina desafía a su nuevo novio y a su exnovio a competir en autos. Claude pierde la carrera y tiene que ceder su garaje a CJ en lugar de pagar una deuda de apuesta. Catalina le dice a CJ que ella y Claude quieren mudarse a Liberty City. Aunque su relación terminó, Catalina continúa llamando a CJ para recordarle el sexo que se está perdiendo mientras ella está con Claude.

## Grand Theft Auto III
En 2001, Claude y Catalina roban dinero de un banco en Liberty City. Después del robo, Catalina dispara a Claude. La policía lo encuentra herido y es condenado a diez años de prisión. Lo transfieren a prisión con otros dos presos, un hombre llamado 8-Ball y un anciano anónimo. Cruzando el puente Callahan hacia Portland Vale Island, una pandilla de colombianos ataca la camioneta de la prisión para liberar al hombre anónimo, Claude y 8-Ball escapan al mismo tiempo. Claude continúa trabajando con la familia de la mafia Familia Leone. Catalina comienza una nueva relación con Miguel, uno de los jefes de la banda del Cartel colombiano. Las dos bandas están luchando entre sí. Los dos ex amantes se convierten en archienemigos.
Salvatore Leone, jefe de la Familia Leone escucha que un personaje llamado Curly Bob está filtrando información sobre la Familia a los colombianos y le pregunta a Claude seguirlos para reunir pruebas. Encuentra a Bob hablando con Miguel y Catalina, cerca de un carguero en el puerto, y lo mata por su crimen. El barco en el puerto está siendo utilizado por Catalina y los colombianos para crear una droga llamada SPANK. Claude lo destruye con explosivos.
Para poner celoso a su esposo Maria Latore, la esposa de Salvatore le dice que tuvo una aventura con Claude y Salvatore decide matarlos a ambos. María se entera del plan y ella y Claude escapan de la isla de Portland a la isla de Shoreside Vale en un barco propiedad de Asuka Kasen, una amiga de María. Después de que Claude se pelea con "Salvatore Leone" y lo mata, comienza a trabajar para Asuka, quien es la jefa de la "Yakuza"; mafia japonesa. Los Yakuza también son enemigos del Cartel colombiano, especialmente después de que el hermano de Asuka fue asesinado por los colombianos (pero en verdad por Claude, usando el auto del Cartel colombiano como arma).
Los colombianos secuestran a María y asesinan a Asuka. Se ponen en contacto con Claude para decirle que debe pagar un rescate de 500,000 de dólares a cambio de la liberación de María. Cuando Claude desafía a Catalina, ella intenta matarlo, pero él escapa. En la batalla que siguió, Catalina intenta huir en un helicóptero y hace un último intento de matar a Claude. Después de matar a los miembros restantes del Cartel y rescatar a María, Claude dispara el helicóptero en el aire, matando a Catalina.